# Тенеєвське сільське поселення
Тене́євське сільське поселення (рос. Тенеевское сельское поселение) — муніципальне утворення у складі Аліковського району Чувашії, Росія. Адміністративний центр — село Тенеєво.

## Історія
Станом на 2002 рік присілок Еренари входив до складу Єфремкасинської сільської ради.

## Населення
Населення — 634 особи (2019, 822 у 2010, 960 у 2002).

## Склад
До складу поселення входять такі населені пункти:
| Населений пункт           | Населення, осіб (2002) | Населення, осіб (2010) |
| ------------------------- | ---------------------- | ---------------------- |
| Еренари, присілок         | 395                    | 331                    |
| Задні Хірлепи, присілок   | 57                     | 48                     |
| Кармали, присілок         | 185                    | 171                    |
| Передні Хірлепи, присілок | 61                     | 51                     |
| Тенеєво, село             | 262                    | 221                    |